# بانو قدسيه
بانو قدسيه (28 نوفمبر 1928 - 4 فبراير 2017)، والمعروفة كذلك باسم بانو آبا، هي كاتبة روائية باكستانية وكاتبة مسرحية وروحانية. ألفت أعمالًا أدبية باللغة الأردية، بما في ذلك روايات ومسرحيات وقصص قصيرة. عُرفت قدسيه بشكل خاص بروايتها «راجا كده» (النسر). كتبت قدسيه كذلك أعمالًا للتلفزيون والمسرح باللغتين الأردية والبنجابية. وُصفت مسرحيتها «آدی بات» (نصف كلام) بأنها «مسرحية كلاسيكية». توفيت بانو قدسيه في لاهور في 4 فبراير 2017.

## حياتها
ولدت بانو قدسيه في 28 نوفمبر 1928 في فيروزبور، الهند البريطانية، باسم قدسيه تشاتها في عائلة مسلمة. والدها حاصل على درجة البكالوريوس في الزراعة، ووالدتها خريجة ومفتشة مدرسية في الهند البريطانية، وشقيقها برويز تشاتها رسام. هاجرت قدسيه مع عائلتها إلى لاهور بعد تقسيم الهند. تخرجت من كلية كنيرد في لاهور ثم التحقت بجامعة الكلية الحكومية (لاهور) لتحصل على درجة الماجستير في الأدب الأردي التي أكملتها في عام 1951.
تزوجت قدسيه بالكاتب أشفاق أحمد الذي التقت به في جامعة الكلية الحكومية. أنجب الزوجن ثلاثة أبناء، أنيق وأنيس وأصير. كان الزوجان معًا في جميع الأحداث في حياتهما الاجتماعية.

## أعمالها الأدبية
تُعتبر رواية بانو قدسيه النسر عملًا كلاسيكيًا بلغة أوردو الحديثة. ومن بين أعمالها الأخرى المعروفة كذلك: تحت الأقدام، ويوم واحد، وسحقها، وأربع مداخن، وشعب كبير في بلدة صغيرة، وعشب الرصيف، وكمين وأسماء الريح. من أشهر المسرحيات التي كتبتها أسماء الريح والفجر والصحراء.
تدور مسرحيتها نصف كلام حول مدير مدرسة متقاعد. تعرض المسرحية مشاكل حياته اليومية وأدى الفنان قوی خان دور الشخصية الرئيسية. أخرج آغا نصیر المسرحية وأنتجها طوقیر نصیر. عُرضت المسرحية في مايو 2010 في إسلام آباد في حدث استمر مدة ثلاثة أيام نظمه المجلس الوطني الباكستاني للفنون. بينما كانت سيرة أشفاق أحمد حول بابا صاحب غير مكتملة في وقت وفاته في سبتمبر 2004، أكملت قدسيه السيرة الذاتية ونُشر الجزء الثاني منها باسم الطريقة. يظهر التباين في أساليب السرد بين الزوجين في هاتين الكتابتين. بينما يعتبر النقاد الجزء الأول مشجعًا وواضحًا وساحرًا بشكل مطلق، يتخذ الجزء الثاني طابعًا حزينًا. تنسب قدسيه الفضل لأشفاق أحمد بتغيير اهتماماتها بعد زواجهما ومنحها فرصة كاملة للكتابة.
نُشرت روايتها كمين في عام 2005 باللغة الإنجليزية وحظيت بالكثير من الإعجاب ولكن ما جذب الانتباه لتلك الرواية في ذلك الوقت هو استخدامها لمصطلحات الإنجليزية أكثر من السرد بلغة الأوردو التقليدية الذي كانت تعتمده عادة. مع ذلك، أصبحت لغتها شائعة بين الكتّاب لاحقًا. كتبت بانو قدسيه كذلك كتابًا عن قدرت الله شهاب بعنوان رجل الحرير. يصف الكتاب حياة شهاب وكيف كان مرتبطًا بأشفاق أحمد وعائلته من النواحي الاجتماعية والروحية.

## وفاتها
توفيت بانو قدسیه في 4 فبراير 2017 في مستشفى الاتفاق في لاهور عن عمر ناهز 88 عامًا. أفاد ابنها عاصر أحمد بأنها توفيت في وقت قريب من صلاة المغرب (بعد الغروب).  دُفنت في لاهور في 5 فبراير وأُقيمت صلاة الجنازة في منطقة موديل تاون في لاهور.

## الجوائز والاعترافات
في عام 1983، منحت الحكومة الباكستانية قدسيه جائزة ستارة الامتياز (نجمة التميز). في عام 1986، حصلت على جائزة أفضل كاتب من قناة الباكستان التلفزيونية. في عام 2010، قدمت الحكومة الباكستانية لها جائزة هلال الامتياز تقديرًا لجهودها في مجال الأدب. في عام 2012، منحت أكاديمية باكستان للحروف قدسية جائزة كمال الفن، وهي جائزة تقدير لمجمل أعمالها الأدبية. في عام 2016، كرم اتحاد الطلاب القدامى في جامعة كلية الحكومة خلال اجتماعه السنوي قدسيه بجائزة تقدير عن جميع أعمالها الأدبية، وفي نفس العام، منحت مؤسسة الرعاية الصحية في باكستان قدسيه جائزة تقدير كذلك.
في 28 نوفمبر 2020، احتفلت شركة غوغل بعيد ميلادها الثاني والتسعين بوضع صورتها على متصفح غوغل.